# Miejski Ogród Zoologiczny w Płocku
Miejski Ogród Zoologiczny w Płocku – ogród zoologiczny założony 1 maja 1951 roku w Płocku, na powierzchni 17 ha. Położony na wysokiej skarpie wiślanej, jest ogólnodostępnym terenem rekreacji i wypoczynku mieszkańców miasta.

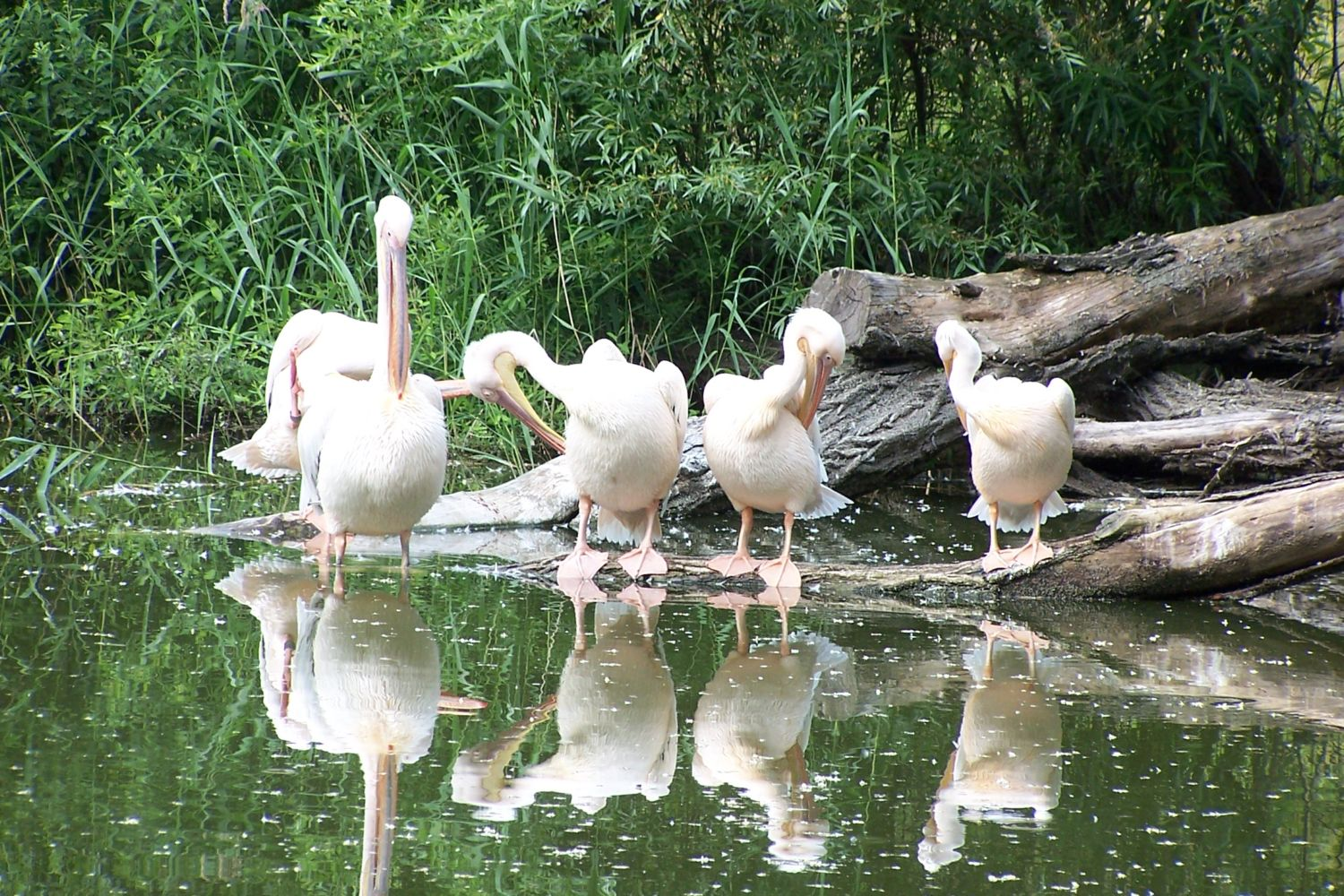
Pelikan baba (Pelecanus onocrotalus) w płockim zoo

W 2007 roku znajdowało się w nim około 3700 zwierząt reprezentujących ponad 320 gatunków. Od kilku lat w płockim zoo trwają prace budowlano-remontowe mające na celu upiększenie ogrodu. Oprócz zwierząt znajduje się w nim także miniarboretum.
Szefem płockiego zoo był Tadeusz Taworski (od 1956 do 1966 roku kierownik, następnie dyrektor do grudnia 1981 roku, ponownie dyrektor od 1990 do 1996 roku). W latach 1997–2014 dyrektorem był Aleksander Niweliński. Obecnie dyrektorem jest Krzysztof Kelman.

## Zwierzęta
W ogrodzie zoologicznym w Płocku można oglądać m.in.: lwy, lamparty perskie, małpy: gibony ungko, słonie indyjskie, hipopotamy karłowate, kangury rude, oryksy szablorogie, zebry, żyrafy, osły somalijskie, surykatki, żółwie, kaczki, pingwiny przylądkowe, pelikany, żurawie mandżurskie. W budynku herpetarium znajduje się spora kolekcja węży, krokodyli, aligator i jaszczurki, w tym jedyne w Polsce jadowite jaszczurki – helodermy meksykańskie, a także małych małpek: tamaryn, miko czarnych i marmozet. Płockie zoo posiada także największe w Polsce akwaria słodkowodne.
W płockim zoo żyje najstarszy mieszkaniec polskich ogrodów zoologicznych, 89-letnia (2019) samica aligatora Marta. Pochodzi z Florydy. Do Płocka przyjechała w 1960 r. W filmie Hydrozagadka w reżyserii Andrzeja Kondratiuka zagrała krokodyla Hermana.
31 grudnia 2007 roku w płockim ogrodzie przebywało 3665 zwierząt (bez bezkręgowców) 319 gatunków, w tym:
- 188 ssaków – 38 gatunków;
- 184 ptaków – 47 gatunków;
- 344 gadów – 62 gatunki;
- 70 płazów – 18 gatunków;
- 2879 ryb – 128 gatunków;
- 26 gatunków bezkręgowców.

## Wyróżnienia
Ogród wpisano do Europejskiego Stowarzyszenia Ogrodów Zoologicznych.